# Liste der Bodendenkmäler in Rott am Inn
Auf dieser Seite sind die Bodendenkmäler in der oberbayerischen Gemeinde Rott am Inn zusammengestellt. Diese Tabelle ist eine Teilliste der Liste der Bodendenkmäler in Bayern. Grundlage ist die Bayerische Denkmalliste, die auf Basis des Bayerischen Denkmalschutzgesetzes vom 1. Oktober 1973 erstmals erstellt wurde und seither durch das Bayerische Landesamt für Denkmalpflege geführt wird. Die folgenden Angaben ersetzen nicht die rechtsverbindliche Auskunft der Denkmalschutzbehörde.

## Bodendenkmäler der Gemeinde Rott am Inn

### Bodendenkmäler in der Gemarkung Feldkirchen
| Lage                   | Objekt | Akten-Nr.     | Bild |
| ---------------------- | --- | ------------- | ---- |
| Feldkirchen (Standort) | Untertägige mittelalterliche und frühneuzeitliche Befunde und Funde im Bereich der katholischen Filial- und Wallfahrtskirche Unsere Liebe Frau in Feldkirchen und ihrer Vorgängerbauten mit zugehörigem Friedhof. | D-1-8038-0069 |      |

### Bodendenkmäler in der Gemarkung Rott a.Inn
| Lage                  | Objekt | Akten-Nr.     | Bild |
| --------------------- | --- | ------------- | ---- |
| Rott a.Inn (Standort) | Grabhügel vorgeschichtlicher Zeitstellung. | D-1-7938-0218 |      |
| Rott a.Inn (Standort) | Burgstall des Mittelalters. | D-1-8038-0016 |      |
| Rott a.Inn (Standort) | Untertägige mittelalterliche und frühneuzeitliche Befunde im Bereich des Klosters Rott am Inn sowie der ehemaligen Kloster- und katholischen Pfarrkirche St. Peter u. Paul, Marinus und Anianus und ihrer Vorgängerbauten. | D-1-8038-0077 |      |